# ЛАЗ-«Украина-73»
ЛАЗ-699Д "Украина-73" — советский междугородный автобус производства Львовского автобусного завода, построен в 1973 году в единственном экземпляре.
Львовский автобусный завод, наряду с привычными для советских пассажиров туристскими автобусами ЛАЗ-697 и ЛАЗ-699, выпускал отдельную серию под общим названием «Украина». Эти модели отличались повышенной комфортностью и техническими новшествами, в частности, новейшими моделями двигателей, ходовой части и тормозной системы. Самые первые автобусы серии «Украина»: ЛАЗ-Украина-1 и ЛАЗ-Украина-2 (знакомый советскому телезрителю по фильму «Королева бензоколонки») сошли с конвейера в 1961 году, обозначив тогда новую ступень в развитии производства автобусов.

ЛАЗ-Украина-73 стал последним в этой серии междугородних лайнеров.

## Технические параметры
В салоне автобуса были установлены два телевизора, магнитофон и радиоприёмник, имелись гардероб, бар-буфет, холодильник, кофеварка, газовая плита и туалетная комната, а также система контроля температуры. Пассажирские кресла имели регулировки наклона спинки и ширины, к каждому было подведено индивидуальное освещение и вентиляция. В отличие от предшествующих междугородных ЛАЗов, на ЛАЗ-Украина-73 была установлена пневматическая дверь, раздвигающаяся при открывании. Уровень пола пассажирского салона у автобуса был несколько приподнят относительно кабины водителя, что позволяет говорить о попытке воплощения полутораэтажной концепции.
Автобус планировалось снабдить дизельным двигателем ЯМЗ-740 (прототип дизеля КАМАЗ-740). Но из-за расхождения в сроках изготовления агрегатов, вместо дизельного был установлен карбюраторный двигатель ЗИЛ-375Я5 и механическая пятиступенчатая коробка передач ЯМЗ-204У.
По уровню комплектации салона и техническому отношению ЛАЗ-Украина-73 вобрал в себя все технические достижения автобусостроения того времени, и мог бы тягаться с некоторыми современными моделями. Однако, для успешного внедрения такого проекта требовались не только силы Львовского автобусного завода, но и налаженные поставки материалов, агрегатов и комплектующих. В этом отношении изготовление автобуса подобного класса становится намного сложнее, чем изготовление, например, легкового автомобиля, и требует слаженной работы предприятий всей отрасли смежников, также и отсутствия бюрократических проволочек, характерных для советской промышленности тех лет. Вероятно, именно эти проволочки так и не позволили автобусу ЛАЗ-Украина-73 стать серийным образцом.

Судьба опытного экземпляра неизвестна.